# Lycophotia ericae
Lycophotia ericae là một loài bướm đêm trong họ Noctuidae.